# سامي كيحلي
سامي كيحلي (27 يناير 1991 في فرنسا - ) (بالفرنسية: Samy Kehli)‏ هو لاعب كرة قدم فرنسي في مركز الوسط. لعب مع نادي ميتز ونادي فيرتون وR.F.C. Seraing (1904) ‏.

## روابط خارجية
- سامي كيحلي على موقع رابطة كرة القدم الفرنسية للمحترفين (الإنجليزية)
- سامي كيحلي على موقع قاعدة بيانات كرة القدم.إي يو (الإنجليزية)
- سامي كيحلي على موقع ليكيب (الفرنسية)
- سامي كيحلي على موقع Soccerway.com (الإنجليزية)
- سامي كيحلي على موقع عالم كرة القدم.نت (الإنجليزية)